# Sofia Tolstoi
Condessa Sofia Tolstói, cujo nome completo transliterado do russo para o inglês é Sophia Andreyevna Tolstaya (antes Behrs) (em russo:  Со́фья Андре́евна Толста́я), ou para o alemão  Sofja Andrejewna Tolstaja, também conhecida em inglês como Sophia Tolstoy; 22 de agosto de 1844 – 4 de novembro de 1919), foi esposa do escritor russo Leon Tolstói.

## Biografia

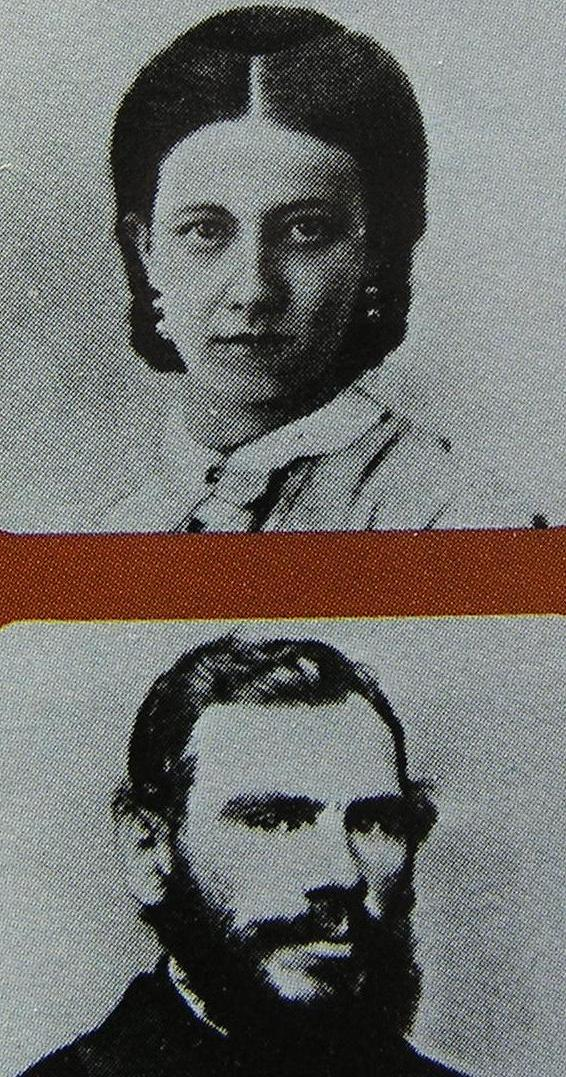
Leon Tolstói e Sofia em 1862, ano do casamento

Sofia foi uma das três filhas do médico Andrey Evstafievich Behrs (1808-1868) com a esposa Liubov Alexandrovna Behrs, antes Islavinoy (1826-1886). Ela foi apresentada a Leon Tolstói em 1862, quando estava na idade de 18 anos. Com 34, Tolstói era 16 anos mais velho. Em 17 de setembro de 1862 o casal ficou oficialmente noivo após proposta de casamento por escrito feita por Tolstói e o matrimônio foi realizado em Moscou, uma semana depois. À época do casamento, Tolstói era melhor conhecido como novelista após a publicação de Os Cossacos. Na véspera da cerimônia, Tolstói deu a Sofia seus diários com detalhes de relações sexuais com mulheres serviçais. Em Ana Karenina, Constantine Levin, um personagem de 34 anos semi-autobiográfico, age de forma parecida pedindo à noiva de 19 anos Kitty para ler seus diários e saber sobre suas transgressões passadas.
No diário consta o fato de que Tolstói era pai de uma criança cuja mãe continuava a morar em Iasnaia Poliana, propriedade rural do escritor. Em Sonya de Anne Edward, é descrito o profundo temor de Sofia sobre Tolstói voltar a se relacionar com a mulher.

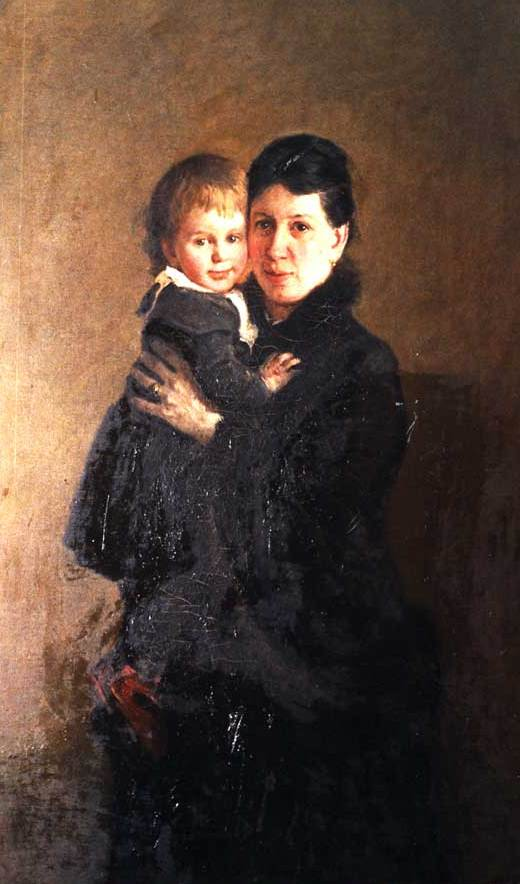
Sofia Tolstói e a filha Alexandra

Os Tolstói tiveram 13 filhos, sendo que oito sobreviveram à infância.  A família era próspera e o escritor administrava com eficiência a propriedade além dos direitos recebidos por seus escritos.
Sofia era devotada ao marido e ao trabalho literário dele. Ela foi copista de Guerra e Paz, reescrevendo o manuscrito sete vezes. Em 1887, Sofia se interessou por fotografia. Ela tirou centenas de fotos que documentaram sua vida matrimonial além do declínio da Rússia Czarista. Ela foi cronista e documentarista da vida com Leon Tolstói e uma série de cadernos seus foram publicados com tradução para o inglês, na década de 1980. Sofia escreveu também suas memórias, com o título My Life.

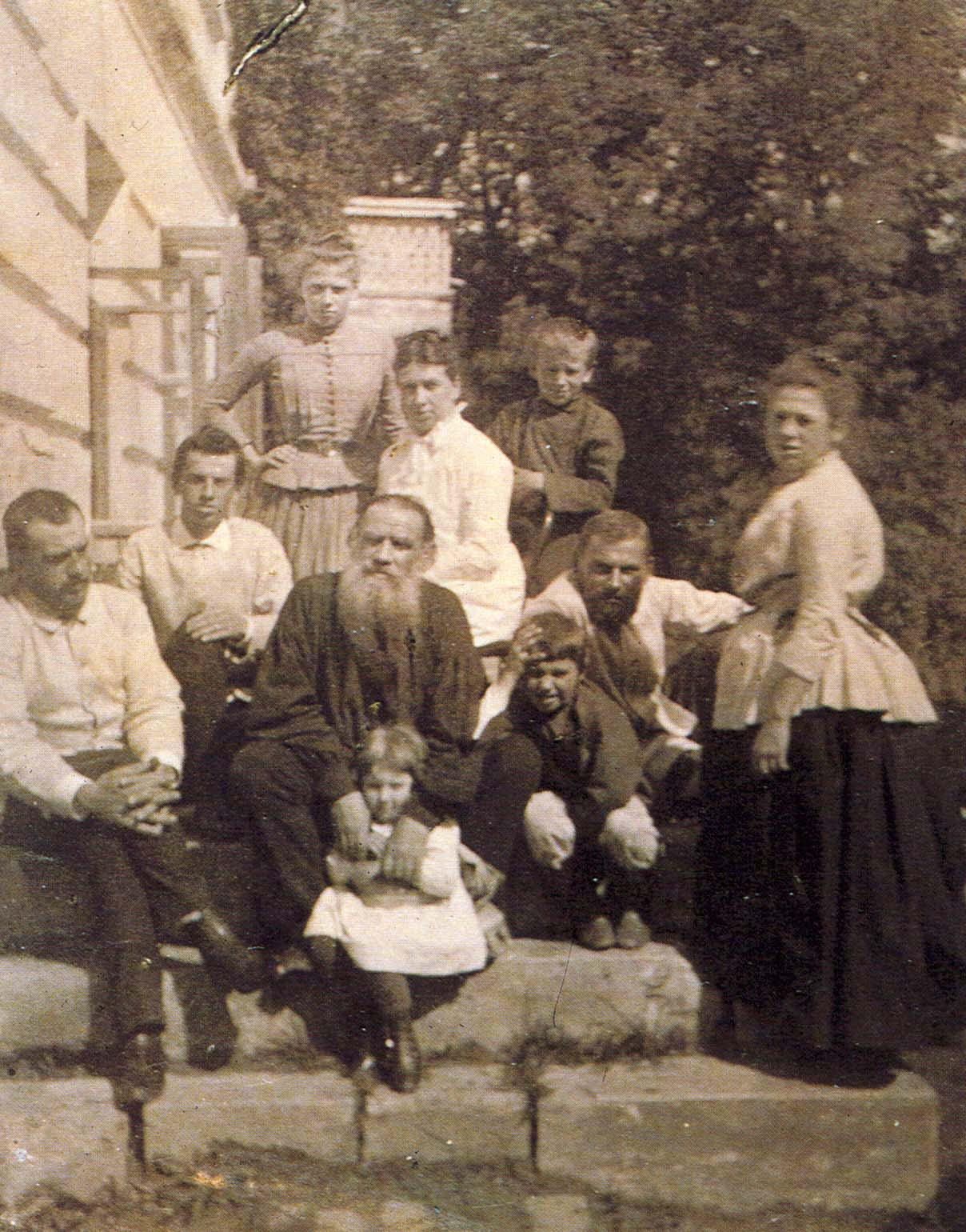
Família de Leon Tolstói, 1887

Após muitos anos de atritos e crescentes crises no casamento devido a vontade de Tolstói de doar sua propriedade o escritor deixou Sofia de forma abrupta em 1910, aos 82 anos de idade, acompanhado de seu médico, Dushan Makovicki (Dušan Makovický), e da filha Alexandra. Tolstói morreu dez dias depois numa estação ferroviária, com Sofia sendo mantida longe dele (como mostrado no filme The Last Station). Em seguida à morte do marido, Sofia continuou a morar em Iasnaia Poliana e sobreviveu aos conflitos da Revolução Russa de 1917 relativamente bem. Ela faleceu em 1919.
Com o recente aumento do interesse em Sofia Tolstói, agumas novas biografias foram publicadas, baseadas nas memórias e nos diários:
- Ursula Keller/Natalja Sharandak: Sofja Andrejewna Tolstaja: Ein Leben an der Seite Tolstojs. Frankfurt/Main, Alemanha 2009
- Nina Niktina: Sofja Tolstaja. Moscou 2010
- Alexandra Popoff. Sophia Tolstoya. A Biography. Free Press 2010

## Trabalhos

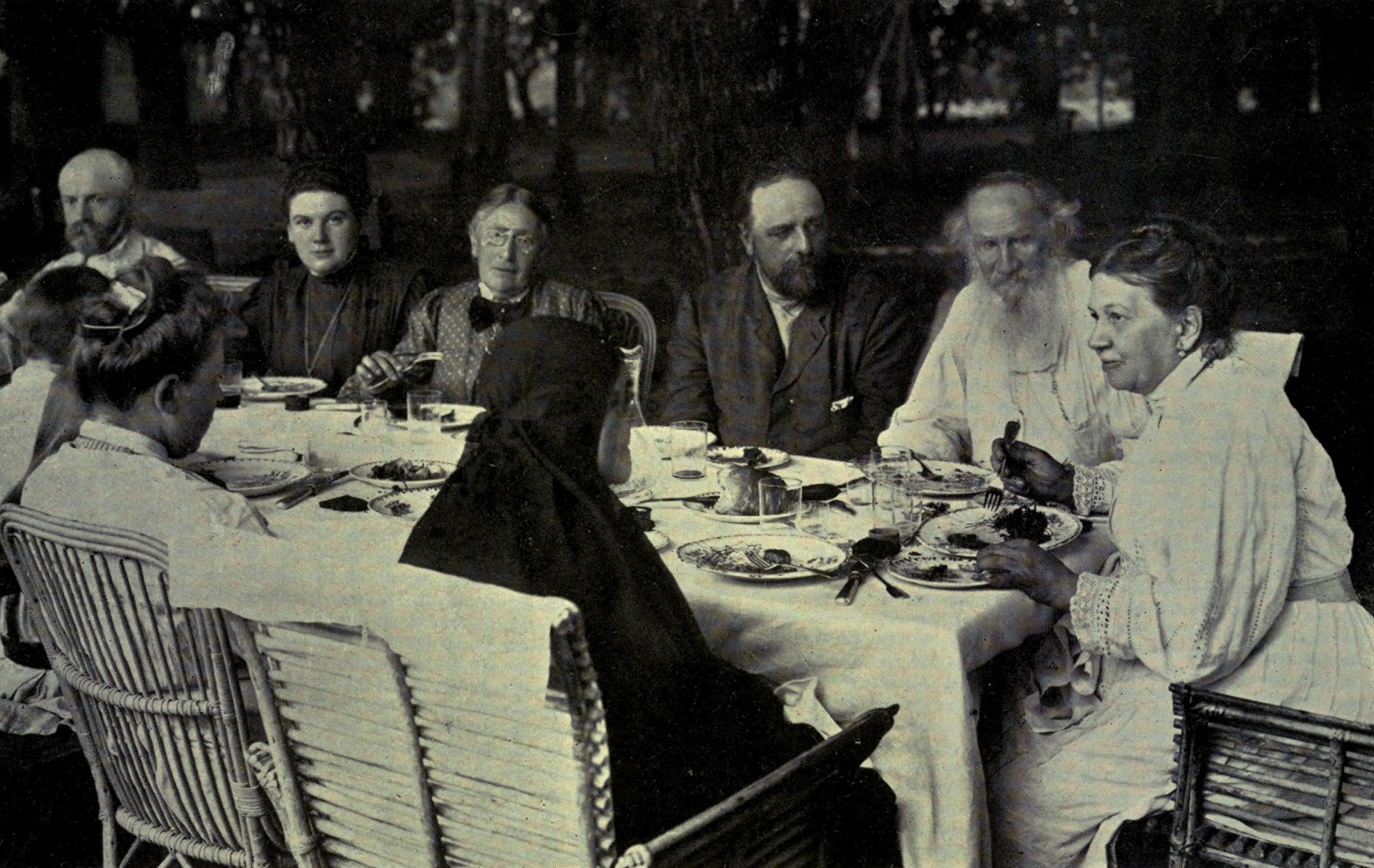
Círculo familiar em Iasnaia Poliana por volta de 1905

- Autobiografia de Sofia Tolstói online at archive.org
- As memórias de Sofia Tolstói,com o título "My Life" – at University of Ottawa Press
- Who's to blame (russ.: Чья вина?), Oktyabr 1994/10, 6-59. Tradução alemã: Eine Frage der Schuld, Zurique 2008.
- Song without Words (russ.: Песня без слов), não publicado na Rússia. Tradução alemã: Lied ohne Worte, Zurique 2010.
- Cathy Porter (tr), The Diaries of Sophia Tolstoy (Londres, HarperCollins, 2010).

## Cultura popular
Sofia Tolstói foi interpretada por Helen Mirren em 2009 no filme biográfico The Last Station , baseado em novela homônima de 1990 de autoria de Jay Parini, sendo que o papel do marido foi de Christopher Plummer. Ambos os atores foram indicados ao Academy Award nas respectivas categorias de melhores intérpretes. A vida de Sofia foi também serializada em agosto de 2010 em um programa de rádio da BBC - Rádio 4, 'A Simple Life'.